# Израильско-кипрские отношения
Израильско-кипрские отношения — двусторонние международные дипломатические, политические, экономические, торговые, военные, культурные и иные, исторические и настоящие отношения между Республикой Кипр и Государством Израиль.
Израиль представлен на Кипре посольством в Никосии. Кипр представлен в Израиле посольством в Тель-Авиве. Обе страны входят в такие организации как Союз для Средиземноморья, ООН, Совет евро-атлантического партнёрства, Организация экономического сотрудничества и развития, Международный валютный фонд, Всемирный банк и Всемирная торговая организация.
Тесные отношения между Израилем и Кипром основываются на взаимном уважении западных ценностей, поддержке свободной рыночной экономики и создании демократических стран на Ближнем Востоке, которые будут сосуществовать мирно. Сильный союз Кипра и Израиля включает тесное сотрудничество по военным, культурным и политическим вопросам. Перспектива совместного использования нефтяных и газовых месторождений с Кипра, а также самый длинный в мире подводный греко-киприото-израильский электрический кабель EuroAsia Interconnector также сблизили две страны.

## История

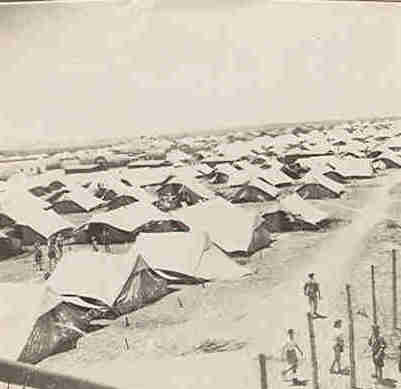
Депортационные лагеря для европейских евреев на Кипре

Во время и сразу после окончания Второй мировой войны Кипр стал транзитным пунктом для евреев, выживших в Холокосте, которые хотели попасть в подмандатную Палестину. В те времена Кипр был британской колонией. С 1946 по 1949 год около 53 000 евреев находились в заключении в британских лагерях на Кипре.

## Двусторонние отношения
В 1980-е и 1990-е годы Кипр высказывал беспокойство по поводу тесного сотрудничества Израиля и Турции в оборонной сфере. Кипр открыто поддерживал палестинцев в арабо-израильском конфликте и официально признал Палестину как государство de facto. Первая леди Кипра Андрула Василиу, супруга президента Георгиоса Василиу, была объявлена персоной нон-грата в Израиле, когда возглавляемая ею делегация предприняла попытку встретиться с Ясиром Арафатом, который тогда находился под домашним арестом.
В начале 2000-х члены кипрского отделения Греческой православной церкви были обвинены в продаже церковной земли на Западном Берегу израильским застройщикам.
Отношения начали улучшаться в 1993 году. Были подписаны несколько двусторонних соглашений, а также имели место множество официальных визитов, включая официальный государственный визит израильского президента и ответный визит президента Кипра.
В 2010 году была обозначена ИЭЗ в территориальных водах между Израилем и Кипром на судоходной средней точке, разъяснение, необходимое для защиты прав Израиля на нефтяные и подводные газовые месторождения. Соглашение было подписано в Никосии израильским министром инфраструктуры Узи Ландау и главой кипрского МИДа Маркосом Киприану. Обе страны договорились сотрудничать в разработке любых обнаруженных трансграничных ресурсов и заключить соглашение о разделении совместных ресурсов.
21 декабря 2011 года израильский министр общей безопасности Ави Дихтер и кипрский министр внутренних дел Элени Мавру подписали Меморандум о взаимопонимании по вопросам взаимной защиты и помощи друг другу при катастрофах и защите гражданского населения. Меморандум о взаимопонимании предусматривает сотрудничество и обмен опытом в отношении того, как подготовить население к бедствиям и кризисам.
В феврале 2012 году глава израильского правительства Биньямин Нетаньяху посетил Кипр, это был первый визит главы израильского правительства в истории, во время которого было подписано соглашение о поисково-спасательных операциях. Израильский министр иностранных дел Авигдор Либерман посетил Кипр по приглашению своего коллеги, когда Нетаньяху был в Вашингтоне. Либерман провёл несколько встреч с главой кипрского МИДа Маркосом Киприану.
В мае 2018 года Нетаньяху посетил Кипр с официальным визитом. Там он встретился с президентом Кипра Никосом Анастасиадисом и премьер-министром Греции Алексисом Ципрасом. Обсуждались вопросы о строительстве газопровода, а также сотрудничества между странами. С Кипром подписаны договоры о совместном кинопроизводстве, трёхстороннее соглашение о сотрудничестве по предотвращению загрязнения Средиземного моря и трёхсторонний меморандум о взаимопонимании по сотрудничеству в области связи.
В июне 2018 года Авигдор Либерман посетил Кипр с рабочим визитом уже в качестве главы оборонного ведомства Израиля. Он провёл встречу с президентом страны Никосом Анастасиадисом, а позднее с министром обороны Греции Паносом Камменосом и министром обороны Кипра Саввасом Ангелидисом. На трёхстороннем саммите обсуждалось расширение взаимодействия между оборонными структурами трёх стран. Это вторая подобная встреча, первая прошла в ноябре 2017 года в Афинах.
В декабре 2021 года президент Кипра Никос Анастасиадис посетил Израиль с официальным визитом. В Иерусалиме он встретился с главой израильского правительства Нафтали Бенетом в рамках трехстороннего саммита Израиль-Греция-Кипр. Во встрече участвовала министр энергетики Карин Эльхарар. По окончании встречи министр инноваций, науки и технологий Орит Фаркаш-Хакоэн и заместитель министра инноваций и технологий Кипра Кириакос Коккинос в присутствии премьер-министра и президента подписали соглашение о сотрудничестве двух стран в области научных исследований и технологий в целях содействия научному прогрессу Израиля и Кипра.

## Гражданские браки
Израильское брачносемейное право до сих пор основано на османской системе Миллет, которая не претерпела изменений во времена британского мандата в Палестине и всё ещё имеет законную силу. Браки в каждой религиозной общине находятся под юрисдикцией властей этой общины. Израильские пары, которые по какой-либо причине не могут или не желают заключить религиозный брак зачастую предпочитают жениться на соседнем Кипре, с учётом того, что гражданские, межконфессиональные и однополые браки, заключённые за границей, признаются Государством Израиль. Наряду с Чехией, Кипр занимает первое место в списке мест, где израильтяне заключают гражданские браки.

## Сотрудничество

### В военной и оборонной сферах
В начале октября 2019 года министерство обороны Кипра закупило 4 БПЛА у израильской компании Aeronautics Defense Systems Ltd. (на € 13 млн) на фоне обострения противостояния с Турцией из-за т. н. «газового конфликта».

### Образование
В июне 2016 года Кипр и Израиль подписали программу сотрудничества в сфере культуры, образования и науки на три года (2016—2019), во время официального визита кипрского министра образования и культуры Костаса Кадиса в Израиль 22-23 июня по приглашению его израильского коллеги Нафтали Беннета. Во время их встречи оба министра подчеркнули необходимость укрепления сотрудничества между двумя странами в области образования, особенно высшего образования. Нафтали Беннет принял приглашение своего кипрского коллеги посетить остров с представителями университетов и израильских исследовательских центров для продолжения диалога и для выяснения областей общих интересов в вопросах высшего образования.

### В культурной сфере

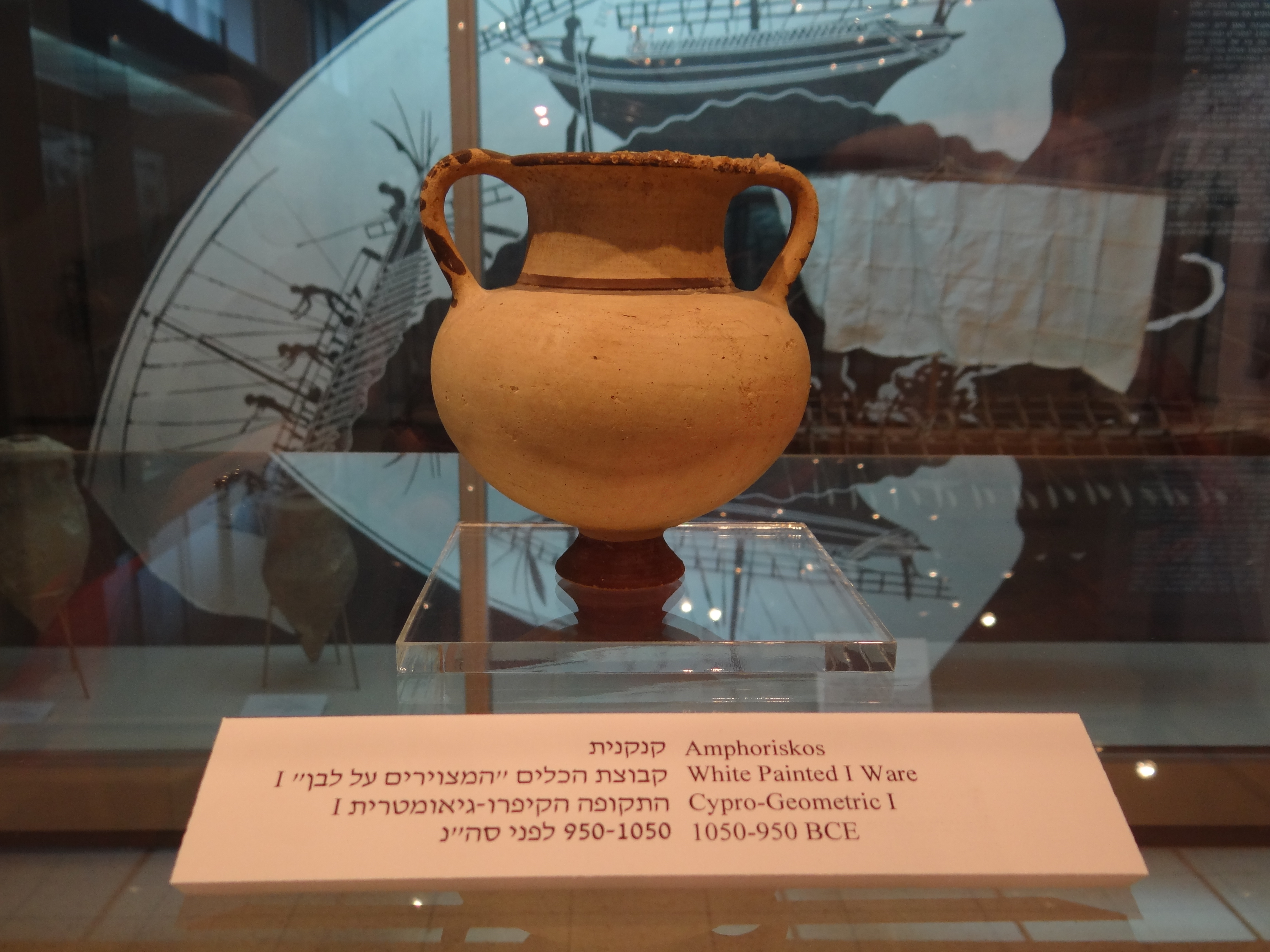
Кипрский сосуд, раскрашенный вручную, датируемый железным веком в Израильском национальном морском музее, Хайфа

С инициативой министерства образования Кипра финансировались несколько программ по обмену между израильскими и кипрскими школьниками в возрасте 12-18 лет. Израильский яхт-клуб и Famagusta District Sailing Club организовали первую «Кипрско-израильскую регату» в период с 1-4 октября 2012 года, которая вышла из Ларнаки в Тель-Авив. В августе 2012 года обе страны подписали договор о сотрудничестве, согласно которому была основана база данных о результатах многочисленных археологических находок, проводимых в Израиле и Кипре. 18 мая 2013 года киприотам было предложено узнать больше об израильской культуре в Новом Театре — New Theatre Building of THOC — в Никосии, проводя специальную серию культурных и артистических событий. Были представлены произведения искусства, а также театральные постановки, детские кукольные представления, фильмы и фото-выставки.

### Экономика и финансы
В ноябре 2018 года Израиль, Греция, Кипр и Италия подписали соглашение о строительстве газопровода, который соединит эти страны и будет доставлять израильский и кипрский природный газ в Европу. Работы по прокладке газопровода продлятся 5 лет и оцениваются в €7 млрд. Газопровод протянется на 2200 км, станет самым глубоководным в мире, его пропускная способность оценивается в 20 млрд кубометров в год.
В начале января 2020 года Нетаньяху посетил Грецию с официальным визитом. В ходе поездки он встретился с премьер-министром Греции Кириакосом Мицотакисом, а также с президентом Кипра Никосом Анастасиадисом. В ходе визита был подписан тройственный договор о прокладке газопровода, соединяющего израильские и кипрские газовые месторождения с европейским газовым рынком.

### Здравоохранение
В январе 2021 года президент Кипра Никос Анастасиадис обратился к израильскому правительству с просьбой передать его стране некоторое количество доз вакцины от коронавируса. Израильский МИД начал рассмотрение просьбы.